# Torneo di Wimbledon 1996
Il Torneo di Wimbledon 1996 è stata la 110ª edizione del Torneo di Wimbledon e terza prova stagionale dello Slam.
Si è giocato dal 24 giugno al 7 luglio 1996. Il torneo ha visto vincitore l'olandese Richard Krajicek nel singolare maschile,
mentre in quello femminile si è imposta la tedesca Steffi Graf. Nel doppio maschile hanno trionfato gli australiani Todd Woodbridge e Mark Woodforde, il doppio femminile è stato vinto dalla coppia formata da Martina Hingis e Helena Suková e nel doppio misto hanno vinto Helena Suková con Cyril Suk.

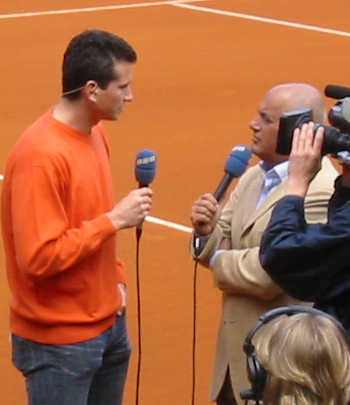
Richard Krajicek vincitore a sorpresa

## Risultati

### Singolare maschile
Richard Krajicek ha battuto in finale  MaliVai Washington col punteggio di 6–3, 6–4, 6–3

### Singolare femminile
Steffi Graf ha battuto in finale  Arantxa Sánchez Vicario col punteggio di 6–3, 7–5

### Doppio maschile
Todd Woodbridge /  Mark Woodforde hanno battuto in finale  Byron Black /  Grant Connell col punteggio di 4–6, 6–1, 6–3, 6–2

### Doppio femminile
Martina Hingis /  Helena Suková hanno battuto in finale  Meredith McGrath /  Larisa Neiland col punteggio di 5–7, 7–5, 6–1

### Doppio misto
Helena Suková /  Cyril Suk hanno battuto in finale  Larisa Neiland /  Mark Woodforde col punteggio di 1–6, 6–3, 6–2

## Junior

### Singolare ragazzi
Vladimir Volčkov ha battuto in finale  Ivan Ljubičić col punteggio di 3–6, 6–2, 6–3

### Singolare ragazze
Amélie Mauresmo ha battuto in finale  Magüi Serna col punteggio di 4–6, 6–3, 6–4

### Doppio ragazzi
Daniele Bracciali /  Jocelyn Robichaud hanno battuto in finale  Damien Roberts /  Wesley Whitehouse col punteggio di 6–2, 6–4

### Doppio ragazze
Ol'ga Barabanščikova /  Amélie Mauresmo hanno battuto in finale  Lilia Osterloh /  Samantha Reeves col punteggio di 5–7, 6–3, 6–1